# Normann Stadler
Normann Stadler (Wertheim, RFA, 25 de febrero de 1973) es un deportista alemán que compitió en triatlón y duatlón.
Ganó dos medallas en el Campeonato Mundial de Duatlón en los años 1994 y 1995, y una medalla en el Campeonato Europeo de Duatlón de 1994. Además, obtuvo tres medallas en el Campeonato Mundial de Ironman entre los años 2000 y 2006, y una medalla en el Campeonato Europeo de Ironman de 2005.

## Palmarés internacional
| Campeonato Mundial | Campeonato Mundial   | Campeonato Mundial | Campeonato Mundial |
| Año                | Lugar                | Medalla            | Prueba             |
| ------------------ | -------------------- | ------------------ | ------------------ |
| 1994               | Hobart (Australia)   | Medalla de oro     | Individual         |
| 1995               | Cancún (México)      | Medalla de bronce  | Individual         |
| Campeonato Europeo |                      |                    |                    |
| Año                | Lugar                | Medalla            | Prueba             |
| 1994               | Vuokatti (Finlandia) | Medalla de plata   | Individual         |

| Campeonato Mundial | Campeonato Mundial     | Campeonato Mundial | Campeonato Mundial |
| Año                | Lugar                  | Medalla            | Prueba             |
| ------------------ | ---------------------- | ------------------ | ------------------ |
| 2000               | Hawái (Estados Unidos) | Medalla de bronce  | Individual         |
| 2004               | Hawái (Estados Unidos) | Medalla de oro     | Individual         |
| 2006               | Hawái (Estados Unidos) | Medalla de oro     | Individual         |
| Campeonato Europeo |                        |                    |                    |
| Año                | Lugar                  | Medalla            | Prueba             |
| 2005               | Fráncfort (Alemania)   | Medalla de oro     | Individual         |